# Ангустрин-Вільнев-дез-Ескальд
Ангустри́н-Вільне́в-дез-Еска́льд, Анґустрін-Вільнев-дез-Ескальд (фр. Angoustrine-Villeneuve-des-Escaldes) — муніципалітет у Франції, у регіоні Окситанія, департамент Східні Піренеї. Населення — 554 особи (01.01.2021).
Муніципалітет розташований на відстані близько 710 км на південь від Парижа, 210 км на південний захід від Монпельє, 85 км на захід від Перпіньяна.

## Історія
До 2015 року муніципалітет перебував у складі регіону Лангедок-Русійон. Від 1 січня 2016 року належить до нового об'єднаного регіону Окситанія.

## Демографія
Динаміка населення (Insee ):
Розподіл населення за віком та статтю (2006):
| Стать | Всього | До 15 років | 15-24 | 25-44 | 45-64 | 65-85 | Понад 85 |
| --- | ------ | ----------- | ----- | ----- | ----- | ----- | -------- |
| Чоловіки | 296    | 80          | 23    | 91    | 72    | 26    | 4        |
| Жінки | 337    | 68          | 4     | 115   | 81    | 51    | 18       |
| \| Статево-вікова піраміда \| Статево-вікова піраміда \| Статево-вікова піраміда \| \| ----------------------- \| ----------------------- \| ----------------------- \| \| Чоловіки \| Вік \| Жінки \| \| 4 \| 85 + \| 18 \| \| 4 \| 80-84 \| 14 \| \| 4 \| 75-79 \| 7 \| \| 15 \| 70-74 \| 24 \| \| 3 \| 65-69 \| 6 \| \| 16 \| 60-64 \| 15 \| \| 20 \| 55-59 \| 30 \| \| 20 \| 50-54 \| 16 \| \| 16 \| 45-49 \| 20 \| \| 28 \| 40-44 \| 28 \| \| 20 \| 35-39 \| 32 \| \| 12 \| 30-34 \| 27 \| \| 31 \| 25-29 \| 28 \| \| 7 \| 20-24 \| 4 \| \| 16 \| 15-20 \| 0 \| \| 24 \| 10-14 \| 24 \| \| 28 \| 5-9 \| 20 \| \| 28 \| 0-4 \| 24 \| |        |             |       |       |       |       |          |
| Статево-вікова піраміда |        |             |       |       |       |       |          |
| Чоловіки | Вік    | Жінки       |       |       |       |       |          |
| 4 | 85 +   | 18          |       |       |       |       |          |
| 4 | 80-84  | 14          |       |       |       |       |          |
| 4 | 75-79  | 7           |       |       |       |       |          |
| 15 | 70-74  | 24          |       |       |       |       |          |
| 3 | 65-69  | 6           |       |       |       |       |          |
| 16 | 60-64  | 15          |       |       |       |       |          |
| 20 | 55-59  | 30          |       |       |       |       |          |
| 20 | 50-54  | 16          |       |       |       |       |          |
| 16 | 45-49  | 20          |       |       |       |       |          |
| 28 | 40-44  | 28          |       |       |       |       |          |
| 20 | 35-39  | 32          |       |       |       |       |          |
| 12 | 30-34  | 27          |       |       |       |       |          |
| 31 | 25-29  | 28          |       |       |       |       |          |
| 7 | 20-24  | 4           |       |       |       |       |          |
| 16 | 15-20  | 0           |       |       |       |       |          |
| 24 | 10-14  | 24          |       |       |       |       |          |
| 28 | 5-9    | 20          |       |       |       |       |          |
| 28 | 0-4    | 24          |       |       |       |       |          |

## Економіка
2010 року серед 427 осіб працездатного віку (15—64 років) 283 були активними, 144 — неактивними (показник активності 66,3%, у 1999 році було 73,5%). З 283 активних мешканців працювало 268 осіб (144 чоловіки та 124 жінки), безробітними було 15 (7 чоловіків та 8 жінок). Серед 144 неактивних 36 осіб було учнями чи студентами, 50 — пенсіонерами, 58 були неактивними з інших причин.

У 2010 році в муніципалітеті числилось 229 оподаткованих домогосподарств, у яких проживали 563,5 особи, медіана доходів виносила 18 794 євро на одного особоспоживача